# Суботічі
Субо́тічі (рос. Субботичи) — присілок у складі Орічівського району Кіровської області, Росія. Входить до складу Гарського сільського поселення.
Населення становить 6 осіб (2010, 5 у 2002).
Національний склад станом на 2002 рік — росіяни 100 %.